# Benedikt Hösl
Benedikt Hösl (* 1992) ist ein deutscher Schauspieler.

## Leben
Hösl kommt aus dem Landkreis Fürstenfeldbruck in Oberbayern, wuchs in Oberschweinbach auf und besuchte die Rudolf-Steiner-Schule in Gröbenzell. Er stammt aus der Well-Familie, der bekannten bayerischen Volksmusik-Dynastie (Biermösl Blosn, Die Wellküren) aus Günzlhofen. Er ist einer von 36 Enkeln der Volksmusikerin Gertraud Well.
Hösl stand bereits als Jugendlicher vor der Kamera. Sein Fernsehdebüt gab er 2008 in dem Tatort: Häschen in der Grube. In dem Kinofilm Die Perlmutterfarbe (2009) spielte er die Rolle des Mitschülers Reinhard Gruber, genannt „Langer Gruber“; er war der Sohn des Insolvenzverwalters für das Stahlwerk. In der Fernsehreihe Klarer Fall für Bär mit Hans Sigl verkörperte er 2011 in der Folge Gefährlicher Freundschaftsdienst die Rolle des Jugendlichen Manuel, der mit seinen Freunden mit einer Waffe im Wald geschossen hat. In der ZDF-Krimireihe Kommissarin Lucas war er 2012 in dem Film Die sieben Gesichter der Furcht zu sehen. Er spielte Joschka Haffner, den Sohn des verschwundenen Schreiners Oliver Haffner.
In dem Kinofilm Blutbrüder teilen alles (2012), der Geschichte über die Freundschaft zweier Jungen während des Zweiten Weltkriegs, spielte er, an der Seite von Johannes Nussbaum und Lorenz Willkomm, den sadistischen Stubenältesten Benedikt. In dem Tatort-Fernsehfilm Der tiefe Schlaf war er im Dezember 2012 in einer Nebenrolle zu sehen. Er spielte den Freund des tot aufgefundenen Mädchens Carla. In dem Fernsehfilm Familie inklusive mit Uschi Glas und Michael König, der 2013 auf Das Erste zuerst gezeigt wurde, spielte er Florian, den Enkel der männlichen Hauptfigur Peter Meininger. In dem Fernsehfilm Weniger ist mehr (2013) verkörperte er den Halbstarken Viktor, der dem neu hinzugezogenen Nachbarn Frank Schuster (Benno Fürmann), die männliche Hauptfigur des Films, provoziert.
Hösl hatte auch Episodenrollen u. a. in den Serien Heiter bis tödlich: Hubert und Staller (2012), Der Alte (2015; als Leo Brunner, Sohn des Tiroler Sargschreiners Franz Brunner), München 7 (2015) und mehrfach in SOKO 5113 (2009–2014). In der 35. Staffel der ZDF-Serie SOKO München (2020) übernahm Hösl eine der Episodenrollen als frustrierter Kochlehrling, der unter Verdacht steht, ein zweites Mal auf einen Busfahrer geschossen zu haben.
Als Gast trat er auch bei einem Programm der bayerischen Kabarett-Gruppe Die Wellküren auf; er spielte den sächsischen Enkel. Neben seiner Schauspielkarriere ist Hösl als Musiker tätig. Er war Sänger und Gitarrist (Akustik-Gitarre) der Band getting private in public. Er tritt deutschlandweit unter dem Künstlernamen „Ben Deen“ als Indie/Folk-Singer-Songwriter auf.
Hösl lebt in Leipzig.

## Filmografie (Auswahl)
- 2008: Tatort: Häschen in der Grube (Fernsehfilm)
- 2009: Die Perlmutterfarbe (Kinofilm)
- 2009; 2011; 2012; 2014: SOKO 5113 (Fernsehserie; insg. 4 Folgen)
- 2010: Ayla (Kinofilm)
- 2011: Tödlicher Rausch (Fernsehfilm)
- 2011: Klarer Fall für Bär – Gefährlicher Freundschaftsdienst (Fernsehfilm)
- 2012: Heimkehr mit Hindernissen (Fernsehfilm)
- 2012: Kommissarin Lucas – Die sieben Gesichter der Furcht (Fernsehfilm)
- 2012: Heiter bis tödlich: Hubert und Staller (Folge: Villa – gekauft wie gesehen); Fernsehserie
- 2012: Blutsbrüder teilen alles (Kinofilm)
- 2012: Tatort: Der tiefe Schlaf (Fernsehfilm)
- 2013: Familie inklusive (Fernsehfilm)
- 2013: Weniger ist mehr (Fernsehfilm)
- 2014: Let’s go! (Fernsehfilm)
- 2015: Der Alte (Folge: Mord in den Alpen); Fernsehserie
- 2015: München 7 (Folge: Ein Tag in München); Fernsehserie
- 2016: Eine unerhörte Frau (Kinofilm)
- 2019: Watzmann ermittelt (Folge: Der Fischer vom Königssee); Fernsehserie
- 2020: Liebe verjährt nicht (Fernsehfilm)
- 2020: SOKO München (Folge: Endstation); Fernsehserie